# Erromenus
Erromenus is een geslacht van insecten uit de orde vliesvleugeligen (Hymenoptera) en de familie Ichneumonidae.

## Soorten
- E. alpestrator Aubert, 1969
- E. alpinator Aubert, 1969
- E. analis Brischke, 1871
- E. annulicornis Strobl, 1903
- E. bibulus Kasparyan, 1973
- E. brunnicans (Gravenhorst, 1829)
- E. calcator (Muller, 1776)
- E. defectivus Brischke, 1892
- E. discretus (Szepligeti, 1899)
- E. hamatus (Kasparyan, 1971)
- E. junior (Thunberg, 1824)
- E. lacunosus Kasparyan, 1973
- E. melanonotus (Gravenhorst, 1829)
- E. plebejus (Woldstedt, 1878)
- E. punctatus (Woldstedt, 1878)
- E. punctulatus Holmgren, 1857
- E. tarsator Aubert, 1969
- E. terebrellator Aubert, 1969
- E. zonarius (Gravenhorst, 1820)